# Váradcsehi
Váradcsehi (Cihei), település Romániában, a Partiumban, Bihar megyében.

## Fekvése
Nagyváradtól délre, az Aduna-patak mellett,  Váradszentmárton, Váradszőlős és Oláhapáti közt fekvő település.

## Története
Váradcsehi, Csehi Árpád-kori település. Nevét már 1220-ban Chehy néven említették.
1415-ben Chehi, 1808-ban Csehi, 1913-ban Váradcsehi néven írták.
1312-ben Chehy a Gutkeled nemzetségbeliek birtokai  közé tartozott.
A 14. században Csehit a váradi káptalan birtokának írták.
1910-ben 910 lakosából 42 magyar, 47 szlovák, 817 román volt.  Ebből 55 római katolikus, 794 görögkatolikus, 30 görögkeleti ortodox volt.
A trianoni békeszerződés előtt Bihar vármegye Központi járásához tartozott.

## Nevezetességek
- Görögkatolikus temploma – 1872-ben épült.

## Források

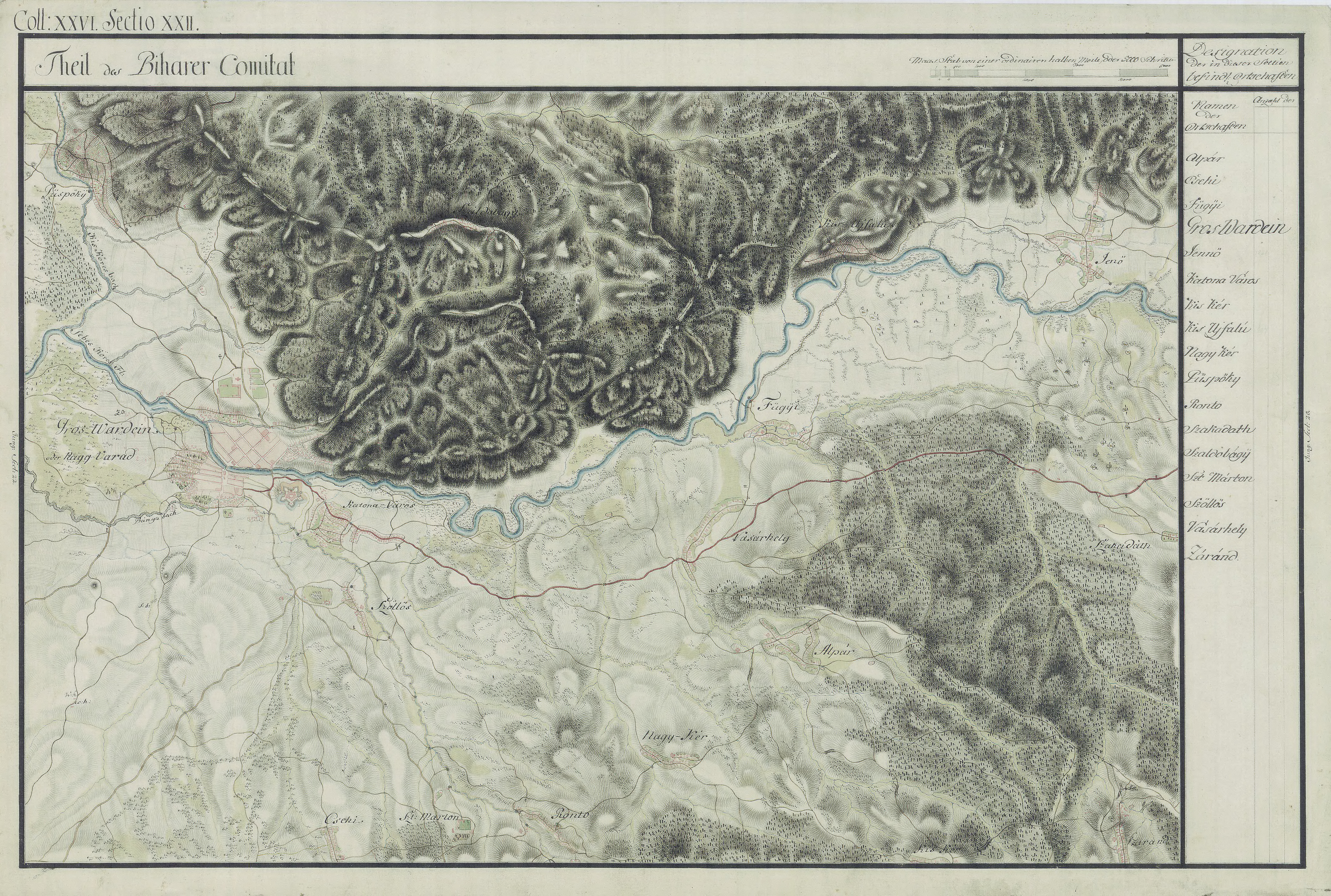
Váradcsehi egy régi térképen